# Mayes C. Rubeo
Mayes Castillero Rubeo (Ciudad de México, 1962) es una diseñadora de vestuario mexicana, conocida por sus trabajos en las cintas Apocalypto (2006), Avatar (2009), John Carter (2012), World War Z (2013), Warcraft (2016), Thor: Ragnarok (2017) y Jojo Rabbit (2019), con esta última fue nominada al Premio Óscar y al Premio BAFTA.

## Vida y carrera
Rubeo nació como Mayes Castillero en la Ciudad de México, en 1962. Estudió en el Colegio José Guadalupe Zuno Hernández de Guadalajara. Se trasladó de la Ciudad de México a Los Ángeles en la década de 1980, donde asistió a Los Angeles Trade Tech. Tras graduarse, se trasladó a Italia para trabajar con el diseñador de vestuario italiano Enrico Sabbatini. Hasta la fecha, Rubeo mantiene un taller en Italia.
Se inició en Hollywood trabajando como diseñadora de vestuario para John Sayles (Hombres con armas, Sunshine State). En 2006, fue contratada como diseñadora de vestuario para Apocalypto de Mel Gibson. Tres años más tarde trabajó con James Cameron en Avatar, por la que fue nominada al Premio del Gremio de Diseñadores de Vestuario en la categoría de Excelencia en Cine Fantástico.
Rubeo recibió nominaciones a los Premios de la Academia y a los Premios BAFTA por el mejor diseño de vestuario en Jojo Rabbit.
Rubeo recibió una nominación a los Premios Primetime Emmy y ganó Mejor vestuario en ciencia ficción/fantasía por su trabajo en WandaVision.
Recibió el premio Artistry in Filmmaking en el Coronado Island Film Festival de 2021.

## Vida personal
Mayes Rubeo estuvo casada con el diseñador de producción italiano Bruno Rubeo hasta su muerte en 2011.     

## Filmografía
- La llegada (1996)
- Hombres armados (1997)
- Inferno (1999)
- El guardián de Red Rock (2001)
- Fidel (2002)
- Sunshine State (2002)
- Casa de los babys (2003)
- El bibliotecario - En busca de la lanza (2004)
- Apocalypto (2006)
- Dragonball Evolution (2009)
- Avatar (2009)
- John Carter (2012)
- Guerra mundial Z (2013)
- Warcraft (2016)
- La gran muralla (2016)
- Thor: Ragnarok (2017)
- Jojo Rabbit (2019)
- WandaVision (2020)
- Thor: Love and Thunder (2022)
- Deadpool and Wolverine (2024)